# Coyol Norte
Coyol Norte är en ort i Mexiko.   Den ligger i kommunen Cazones de Herrera och delstaten Veracruz, i den sydöstra delen av landet, 250 km nordost om huvudstaden Mexico City. Coyol Norte ligger 6 meter över havet och antalet invånare är 501.
Terrängen runt Coyol Norte är platt. Havet är nära Coyol Norte österut.  Närmaste större samhälle är Cazones de Herrera, 9,7 km väster om Coyol Norte. 